# Portunion salvatoris
Portunion salvatoris is een pissebed uit de familie Entoniscidae. De wetenschappelijke naam van de soort is voor het eerst geldig gepubliceerd in 1881 door Kossmann.